# Angustassiminea vulgaris
Angustassiminea vulgaris is een slakkensoort uit de familie van de Assimineidae. De wetenschappelijke naam van de soort is voor het eerst geldig gepubliceerd in 1905 door Webster.